# ビリーケン・キッド
ビリーケン・キッド（1973年11月27日 - ）は、通天閣に祭られている幸運の神「ビリケン」をモチーフにした日本の男性覆面レスラー。大阪府大阪市出身。血液型O型。
ビリーケン・キッドのマスクを被る前の姿はユニット「ルチャリブレ日本」のメンバーとしてプロレスリング華☆激にレギュラー参戦していた飛影（とびかげ）とする説がある。

## 経歴
3人兄弟の末っ子で幼少の頃から兄がタイガーマスク（初代）のデビュー戦を生観戦したことでプロレスファンになり、プロレスラーになることを志すが体が小さかったため、メキシコへ渡ることを決意する。しかし、親には「プロレスラーになりたい」とは言い出せずにいた。
1995年、「語学留学をする」という理由でメキシコのクエルナバカに語学留学。10月9日、ルチャリブレのジムに入門。
1996年、ブラック・パワーに師事する。師匠から徹底的にルチャリブレの基礎を叩き込まれる。同年、クエルナバカでデビュー。
1998年1月、AAAに入団。4月、磁雷矢、SHIIBA、ゴクウと共にユニット「ロス・カミカゼス」を結成。
2000年、日本に帰国して磁雷矢、SHINOBI、SHIIBAと共にユニット「ルチャリブレ日本」を結成してプロレスリング華☆激に参戦。
レッスル夢ファクトリーに参戦していたアステカの誘いでVシネマのキャラクター「ジャック☆ガイスト」を名乗りマスクマンとして、
レッスル夢ファクトリーにも参戦。（本人ブログ、道頓堀プロレス公式HPでのインタビュー等より）

### ビリーケン・キッド
2002年1月、大阪プロレスに参戦。その後、大阪プロレスに入団してルード軍「FLUxx」と抗争を繰り広げる。
2003年5月にツバサと組んでタッグフェスティバルに優勝。大阪タッグチャンピオンの座に挑むも王者村浜武洋＆獣神サンダー・ライガー組に敗れた。しかし、12月のタイガースマスクとのタッグで見事に勝利して新王者となった。しばらくした後に発表になったタッグチーム名は「ザ☆虎ビリー」。この後、挑戦者チームとの体格差やタイガースマスクの故障に悩まされるが苦戦ながら4度の防衛に成功している。
2004年8月、トリプルスレットルールで行われた大阪シングル王者選手権で勝利して二冠を達成する。10月、"ビッグボス"MA-G-MAに敗れて大阪プロレス王座を失い、12月には大阪プロレスタッグ王座も失う。
2005年2月、ペロと組んで再び、大阪プロレスタッグ王座を獲得したが4月にペロが大阪プロレスを退団したため、大阪プロレスタッグ王座は返上している。
2006年1月、試合中に味方であるタイガースマスクを椅子で殴打し正規軍を離脱して新ルードユニットを結成してリーダーとなる。1ヶ月後に発表したルード軍名はベンダバル。それにあわせて従来の黄色いコスチュームから黒を基調としたコスチュームに変更。ただし、観客の反感を買ったり恐怖心を煽るような悪役一辺倒ではなく「チョイ悪（わる）」スタイルになっている。
2月、ブラックバファローと組んで大阪プロレスタッグ王座を獲得したが7月にブラックバファローが負傷して長期欠場を余儀なくされたため、大阪プロレスタッグ王座を返上。8月、新たに秀吉と組んで大阪プロレスタッグ王座を獲得。8月、スペル・デルフィン戦に勝利して第12代大阪プロレス王座を獲得して二冠を得る。
12月、大阪プロレスタッグ王座を失い、2007年2月12日の大阪ハリケーンにてタイガースマスクに敗れて大阪プロレス王座からも陥落する。
2007年3月24日、ベンダバル同門対決に敗れて秀吉と政宗によりベンダバルを追放される。その後、しばらくは共に追放されたアジアン・クーガーと組んで試合をしていたが、ヒールターンしたスーパー・ドルフィンと入れ替わるように正規軍入りする。ちなみに正規軍に加入後も「チョイ悪（わる）」スタイルは、そのままである。
9月、試合中に右前腕を骨折して長期欠場。
2008年2月11日、大阪ハリケーン2008の対丸藤正道戦にて復帰。しかし、怪我が完全に治りきっていなかったことを打ち明け再度欠場。7月12日、SATURDAY NIGHT STORYにて復帰して12月7日の「天王山」決勝戦でブラックバファローを破り、悲願の初優勝したが、この決勝戦で右肩鎖関節脱臼という怪我に見舞われて再度欠場。
2009年1月31日、SATURDAY NIGHT STORYにて復帰。2月15日、大阪ハリケーン2009にて大阪プロレス選手権試合対秀吉戦に勝利し王座奪還。第15代大阪プロレス王者となる。7月25日、SATURDAY NIGHT STORYの大阪プロレス選手権試合対ディック東郷戦に敗れて王座陥落。ベルトを流出させてしまう。12月6日、「天王山」決勝戦でマグニチュード岸和田をベルディゴで破り、2年連続優勝。
2010年2月11日、大阪ハリケーン2010でディック東郷の持つ大阪プロレス王座に挑戦してファイヤーバードスプラッシュで勝利して第17代大阪プロレス王者となる。試合は場外カウント無し、反則裁定一切無しのノーDQマッチであり、且つ負ければ東郷の股をくぐり大阪プロレスを離脱しなければならないという厳しい条件をのんでのベルト挑戦であった。
6月18日、DRAGON GATEとの全面対抗戦でCIMAとのシングルマッチに敗北して大阪プロレス王座を再度流出。
2011年1月23日、豊中市ローズ文化ホールにて初の自主興行を開催して満員大盛況に終わる。メインイベントでかつての大阪プロレスでのライバルである怪人ハブ男（沖縄プロレス）とプロレス団体の垣根を越えた一騎討ちを実現させた。
その後、ユニット「JOKER」入りを宣言してヒールターン。コスチュームも目がメッシュで覆われた黒マスクに黒タイツの「黒ビリー」仕様に変更となった。
5月、空牙とのタッグで「大阪タッグフェスティバル2011」に出場。Aブロック1位で優勝決定戦に進む。6月26日の松下IMPホール大会で、Bブロック1位のタイガース＆バッファロー組と戦い、敗れて準優勝となる。試合後、タイガースに「悪くなったら強くなれたんか。お前の問題はこことちゃうんか」と精神力の弱さを指摘される。
その後、この試合の敗戦の責任を背負ったビリーはJOKERのメンバーから試合中に袋叩きの制裁を受けるが、メキシコ時代からの盟友筑前りょう太（九州プロレス）が現れてビリーを救出して、そのまま、九州へビリーを連れ帰り、ビリーのモチベーションアップと新必殺技の開発に手を貸した。
8月14日、「大阪ハリケーン」で完全復活したビリーはアジアン・クーガーから大阪プロレス王座を奪還していたタイガースに挑戦。新必殺技「エスペランサ（スペイン語で希望の意）」を駆使してタイガースを破り、大阪プロレス王座を獲得。
2012年2月、IMPホール大会にて原田大輔と対戦して王座陥落。3月に念願の第2回自主興行がエムアリで開催して満員の観衆に見守られながら筑前りょう太とのシングルマッチが行われて筑前りょう太のチョップ連打で胸板を真っ赤に腫らしながら互角の闘いを見せたものの最後は筑前の、とぶばい2連発に敗北。
7月、豊中市の中学校における「大阪プロレス&教育講演会」なる催しに招かれて激しい試合を行った後で息も乱さず小中学生や保護者を前に自身の体験を踏まえて夢を持つ事の大切さや家族と友人への感謝の大切さなどを講師として講演している。
2014年、大阪プロレスを退団。その後、大阪を中心にフリーとして活動している。
道頓堀プロレスでは仲間としてゼウス、The Bodyguard、菅沼修、三原一晃、織部克巳と共に行動している。また、老人ホールなどでボランティアで慰問活動を行っている。
2015年9月13日、尼崎中小企業センターでプロレス団体「プロレスリングアンサー」の旗揚げ戦を開催。メインイベントにて筑前とシングルマッチが行われてラ・エスパルダで勝利。
9月、バッファローと組んで（タッグチーム名は「ベンダバル」）、プロレスリング・ノアで開催された「日テレG+杯争奪ジュニアヘビー級タッグ・リーグ戦」に参戦。拳王&大原はじめ組、スペル・クレイジー&熊野準組に勝利して勝ち点4を得るも敗退。公式戦最終戦では、かつて大阪プロレスに所属していた原田大輔と小峠篤司のタッグチーム「桃の青春タッグ」と対戦。
その後、施設への慰問活動と並行して全日本プロレス、大日本プロレス、ドラディション、道頓堀プロレス、九州プロレス、琉球ドラゴンプロレスリング、プロレスリング・チームでらに参戦。
2016年8月20日、全日本プロレス神戸サンボーホール大会にて1年前に同試合会場にてGAORA TV王座を争った中島洋平に挑戦してファイヤーバードスプラッシュで勝利して同王座を獲得。
9月9日、全日本プロレス豊中市立ローズ文化ホール大会にて三原と対戦して初防衛に成功。
9月19日、全日本プロレス後楽園ホール大会にて前王者の中島とリマッチで2度目の防衛に失敗。
2023年3月1日開催の『ジュニア夢の祭典 〜ALL STAR Jr. FESTIVAL 2023〜』では第6試合8人タッグマッチに出場。

## 得意技
ルチャリブレの動きを取り入れた独特のムーブや技を得意としている。入り方が複雑であったり、段階を踏む技、ロープを利用するテクニカルな技に特色がある。身が軽く卓抜した空中バランス持ち、スープレックス系の投げ技をバク宙して着地する姿をよく見せる。

### フィニッシュ・ホールド
ファイヤーバード・スプラッシュ
ベルティゴ
相手を背後から肩車の体勢で担ぎ上げ、相手の首を捕らえながら前屈みの状態にし開脚ジャンプしながら自らの股の間に相手を垂直気味にマットに叩きつける技。変形みちのくドライバーII。
ベンダバルを結成してからのフィニシャー。

### その他
こうもり吊り落とし
ルチャリブレの痛め技であるコウモリ吊りに似た状態から落とす技。落とす形はシュバインとほぼ同形だが入り方が複雑で、向かい合った状態から相手の股の間に頭を入れ、自分の背中へ相手が来るように持ち上げる。相手の両足を頭上でまとめ左足首のあたりを左腕で掴み、右腕は相手の首から頭部を抱えるようにして固定し、時に助走を付けてマットに首から落とす。
ビリーケンドライバー
ストレッチバスターの体勢から相手を上下逆さまに担ぎ上げて開脚ジャンプした自身の股の間にうつ伏せ状態で落とす。
ビリーケンダスト
エプロンからロープを挟んでドラゴン・スリーパーに相手を捕まえ、ロープを飛び越えるように前方回転し、スタナーを決める。変形のダイヤモンドダスト。
ビリンコバスター
コーナーポスト両側のトップロープを掴み開脚倒立、コーナーに座り込んだ相手に対し股から股間をぶちあてる。屈辱技のブロンコバスターの変形と言えるが、ビリンコバスターは威力重視の技になっている。
ビリドッギングヘッドロック
ストラタスファクションと同型。ヘッドロックに相手を捕らえトップロープへ跳び、反動を利用してターンしてから叩きつけるブルドッギングヘッドロック。
アンサーボム
フィッシャーマンズボム
エスペランサ
ラ・エスパルダ
相手の片腕をとり反転させてからリバースフルネルソンに捕らえての逆さ押さえ込み。高速で横縦に回転するため相手は何が何やらわからなくなるとのこと。
ラス・エスパルダス
ラ・エスパルダの状態から横へ回転しさらに押さえ込む。こちらは、2004年に行われた天王山の対タイガースマスク戦で使用したのみとなっている。

## 入場曲
- Brillante
- Step Up（ドラウニング・プール）

## タイトル歴
- 大阪プロレス王座
- 大阪プロレスタッグ王座
- 大阪プロレスバトルロイヤル王座
- 大阪プロレスお笑い王座
- 天保山グランプリ王座
- 天王山優勝
- 大阪タッグフェスティバル優勝
- WDW王座
- WDWタッグ王座
- 道頓堀最強男優勝
- 道頓堀最強タッグキング優勝
- DOVEタッグ王座
- NWAインターナショナルライトタッグ王座
- 九州プロレスタッグ王座
- 博多華味鳥杯1DAYタッグトーナメント優勝
- GAORA TV王座
- 御万人王座「琉王」
- UWA世界6人タッグ王座
- OSW認定覆面世界一王座